# Pierre Latour
Pierre Latour (Romans-sur-Isère, 12 de outubro de 1993) é um ciclista profissional francês. Actualmente corre para a equipa WorldTeam AG2R La Mondiale.

## Vida Profissional

### 2015: Chegada aoAG2R La Mondiale
Latour consegue o seu melhor resultado da temporada na Ruta del Sur de 2015 com um 3.º, por trás de grandes ciclistas como Alberto Contador e Nairo Quintana, graças a uma grande terceira etapa, subindo os portos de primeira categoria Haut Balestas / Peyragudes, Col d´Azet e Port de Balès junto a Nairo e Alberto. Também conseguiu o maillot branco do melhor classificado dos jovens.
Latour participa na Volta à Áustria, onde graças ao seu grande esforço nas etapas de alta montanha, consegue terminar 7.º, ainda que a sete minutos do primeiro classificado.

### 2016: Primeira vitória numa grande
Depois de um ano bastante torcido por sua vez e sem vitórias, a sua equipa seleccionou-lhe para disputar a sua primeira Grande Volta em agosto, a Volta a Espanha. Nas primeiras etapas manteve-se com os melhores, e cedo colocou-se entre os melhores classificados da geral. Não obstante uma perda de tempo considerável na décima-quinta etapa com final em Aramón Formigal, na que chegou junto com outros 90 corredores fora de controle (ainda que foram repescados todos), lhe privou de entrar no Top15. Não obstante, resurgiu, e na última etapa de montanha com final em Serra de Aitana, ganhou a etapa num duelo junto a Darwin Atapuma, depois de ter-se metido no corte bom do dia.

## Palmarés
2015
- 1 etapa do Tour de l'Ain

2016
- 1 etapa da Volta a Espanha

2017
- Campeonato da França Contrarrelógio

2018
- Campeonato da França Contrarrelógio
- Classificação dos jovens do Tour de France

## Resultados nas Grandes Voltas e Campeonatos do Mundo
| Carreira               | 2015 | 2016 | 2017 | 2018 | 2019 |
| ---------------------- | ---- | ---- | ---- | ---- | ---- |
| Giro d'Italia          | -    | -    | -    | -    | -    |
| Tour de France         | -    | -    | 29.º | 13.º | -    |
| Volta a Espanha        | -    | 28.º | -    | -    | 35.º |
| Mundial em Estrada     | -    | -    | -    | -    | -    |
| Mundial Contrarrelógio | -    | -    | -    | -    | 18.º |

-: não participa

Ab.: abandono
 